# OP8
OP8 est une collaboration entre différents musiciens : Lisa Germano; Howe Gelb, le meneur de Giant Sand ; Joey Burns et John Convertino, qui ont formé ensemble le groupe Calexico et ont été membres de Giant Sand.
L'unique album enregistré par OP8 est Slush (1997), acclamé par les critiques alors qu'il n'a jamais été destiné à être un succès commercial. 

## Composition
- Lisa Germano : Violon, Piano, Mandoline, Chant
- Howe Gelb : Guitare, Piano, Chant
- Joey Burns : Basse, Violoncelle, Guitare, Chant
- John Convertino : Batterie

## Discographie
- Slush (1997 Thirsty Ear)